# Lotononis barberae
Lotononis barberae är en ärtväxtart som beskrevs av Dummer. Lotononis barberae ingår i släktet Lotononis och familjen ärtväxter. Inga underarter finns listade i Catalogue of Life.